# Псилоцибин
Псилоциби́н (4-фосфорилокси-N,N-диметилтриптамин) — это природное психоделическое пролекарственное соединение, производимое более чем 200 видами грибов. Является алкалоидом из семейства триптаминов; фосфорилированное производное псилоцина.
Наибольшее содержание псилоцибина было обнаружено в грибах рода псилоцибе, таких как псилоцибе полуланцетовидная (P. semilanceata) и псилоцибе синеющая (P. cyanescens), но псилоцибин также был выделен примерно из дюжины других родов, таких как панеолус (Panaeolus), строфария (Stropharia), гимнопил (Gymnopilus), волоконница (Inocybe) и во многих других грибах.
На территории России произрастает полуланцетовидная псилоцибе (Psilocybe semilanceata), содержащая псилоцибин.
По химической структуре и воздействию на сознание человека подобен диметилтриптамину, который вырабатывается в организме человека эндогенно шишковидной железой.

## История

### Ранняя

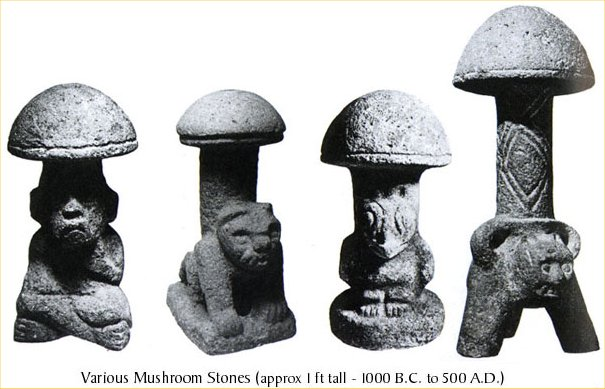
«Грибные камни», обнаруженные в Гватемале.

Существуют доказательства того, что психоактивные грибы использовались людьми в религиозных церемониях на протяжении тысячелетий. Пиктограммы 6000-летней давности, обнаруженные недалеко от испанского города Вильяр-дель-Умо, иллюстрируют несколько грибов, которые были предварительно идентифицированы как псилоцибе испанская (P. hispanica), галлюциногенный вид, обитающий в этом районе.
Археологические артефакты в Мексике, названные «грибными камнями» в городе Гватемала также были истолкованы некоторыми учёными как свидетельство ритуального и церемониального использования психоактивных грибов в Майя и Ацтек культуры Мезоамерики.
На языке науатль и языке ацтеков, грибы назывались теонанакатль или «плоть Бога». После прибытия испанских исследователей в Новый Свет в шестнадцатом веке, летописцы сообщили об использовании грибов туземцами в церемониальных и религиозных целях. По словам доминиканского монаха Диего Дурана в Истории Индии и Новой Испании (книга опубликована в 1581 году), грибы ели на празднествах, проводимых по случаю восшествия на престол императора ацтеков Монтесумы II в 1502 году. Францисканский монах Бернардино де Саагун написал об использовании грибов в своём Флорентийском кодексе (опубликован в 1545-1590 годах) и описал, как некоторые торговцы праздновали возвращение из успешной деловой поездки, употребляя грибы, чтобы вызвать откровения и видения. После завоевания Мексики, испанцы запретили традиционные религиозные обряды и ритуалы, которые они считали «языческим идолопоклонством», включая церемониальное употребление грибов. В течение следующих четырёх столетий индейцы Мезоамерики скрывали своё использование энтеогенов от испанских властей.
Хотя в Европе встречаются десятки видов психоделических грибов, в истории Старого Света мало задокументировано использование этих видов, кроме использования мухомора красного среди сибирских народов. Во многих существующих исторических отчётах о псилоцибиновых грибах, как правило, отсутствует достаточная информация, позволяющая идентифицировать виды, и обычно они касаются характера их воздействия. Например, фламандский ботаник Клузиус Карл (1526-1609) описал bolond Gomba (сумасшедший гриб), используемый в сельской Венгрии для приготовления любовных зелий. Английский ботаник Джон Паркинсон включил foolish mushroom (глупый гриб) в свой лечебник травянистых растений 1640 года. Первое достоверно задокументированное сообщение об интоксикации галлюциногенными грибами псилоцибе полуланцетовидная (P. semilanceata) — самым распространённым психоделическим грибом в Европе — коснулось британской семьи в 1799 году, которая приготовила еду из грибов, собранных в Грин-парке.

### Современная

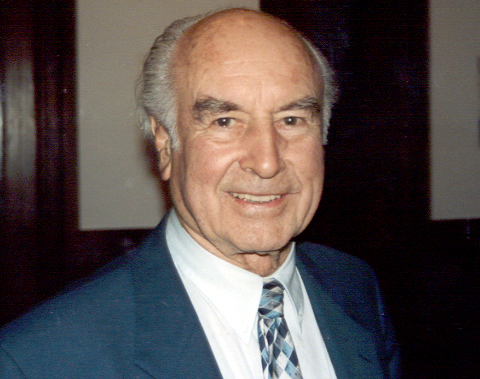
Альберт Хофман (фото сделано в 1993 году) выделил псилоцибин и псилоцин из гриба Psilocybe mexicana в конце 1950-х годов.

Американский банкир и этнобиолог-любитель Уоссон Роберт и его жена-врач Валентина Уоссон, изучали ритуальное употребление психоактивных грибов у коренного населения деревни Масатек Уаутла-де-Хименес, Мексика. В 1957 году Уоссон описал психоделические видения, которые он испытывал во время этих ритуалов в своей статье «В поисках волшебного гриба», которую он опубликовал в популярном американском еженедельном журнале Life. Позже, в том же году, их сопровождал в последующей экспедиции французский ботаник Роже Хейм, который идентифицировал несколько грибов, популярных в употреблении народом как грибы вида псилоцибе. Хейм выращивал грибы во Франции и отправлял образцы для анализа Альберту Хофману, химику, работающему в своей швейцарской транснациональной фармацевтической компании Sandoz (ныне Novartis). Хофман, который в 1938 году создал ЛСД, возглавил исследовательскую группу, которая выделила и идентифицировала психоактивные соединения из псилоцибе мексиканской (P. mexicana). Процессу обнаружения способствовала готовность Хофмана самостоятельно принимать грибные экстракты, чтобы определить наличие в них активных соединений. Он и его коллеги позже синтезировали ряд соединений, химически связанных с естественным псилоцибином, чтобы увидеть, как структурные изменения повлияют на психоактивность. Новые молекулы отличались от псилоцибина положением фосфорильной или гидроксильной группы в верхней части индольного кольца, а также количеством метильных групп (СН3) и других дополнительных углеродных цепей.
Хофман синтезировал два диэтиловых структурных аналога (содержащих две этильных группы вместо двух метильных групп) псилоцибина и псилоцина: 4-фосфорилокси-DET и 4-гидрокси-N, N-диэтилтриптамин. Поскольку их физиологические эффекты длятся всего около трёх с половиной часов (примерно вдвое меньше, чем у псилоцибина), они оказались более удобными в применении в европейских клиниках с использованием «психоделической терапии» — одной из форм психотерапии, основанной на контролируемом употреблении психоделических наркотиков. В это время, международная фармацевтическая компания Sandoz, принадлежащая Хофману, начала продавать чистый псилоцибин под торговым названием лекарственного препарата «Индоцибин» врачам и клиницистам по всему миру. Не было обнаружено никаких сообщений о серьёзных осложнениях, когда псилоцибин продавался и использовался таким образом.
В начале 1960-х годов Гарвардский университет стал испытательным полигоном для исследования влияния псилоцибина на организм человека, благодаря усилиям Тимоти Лири и его коллег Ральфа Метцнера и Ричарда Альперта (который позже сменил имя и фамилию на Рам Дасс). Лири получил синтезированный псилоцибин от Хофмана через его компанию Sandoz. Некоторые исследования, такие как Тюремный эксперимент Конкорда, показали многообещающие результаты с использованием псилоцибина в клинической психиатрии. Однако, согласно обзору руководящих принципов безопасности в исследованиях галлюциногенов человека за 2008 год, широко разрекламированное увольнение Лири и Альберта из Гарварда и последующая пропаганда использования галлюциногенов «ещё больше подорвали объективный научный подход к изучению этих соединений». В ответ на озабоченность по поводу роста несанкционированного употребления психоделических препаратов широкой общественностью, псилоцибин и другие галлюциногенные препараты, такие как ЛСД, подверглись критике со стороны СМИ и столкнулись со всё более строгими законами.
В Соединённых Штатах в 1966 году были приняты законы, запрещающие производство, торговлю или приём галлюциногенных препаратов. Sandoz прекратил производство ЛСД и псилоцибина в том же году. Дальнейшая реакция общественности против употребления ЛСД поспособствовала занесению псилоцибина вместе с другими психоактивными веществами в категорию списка I о незаконных наркотиках в 1970 году. Последующие ограничения на использование этих препаратов в исследованиях на людях, сильно тормозили проведение масштабных исследований с применением психоактивных веществ и учёные, работавшие с психоделическими препаратами, сталкивались с «профессиональной маргинализацией».

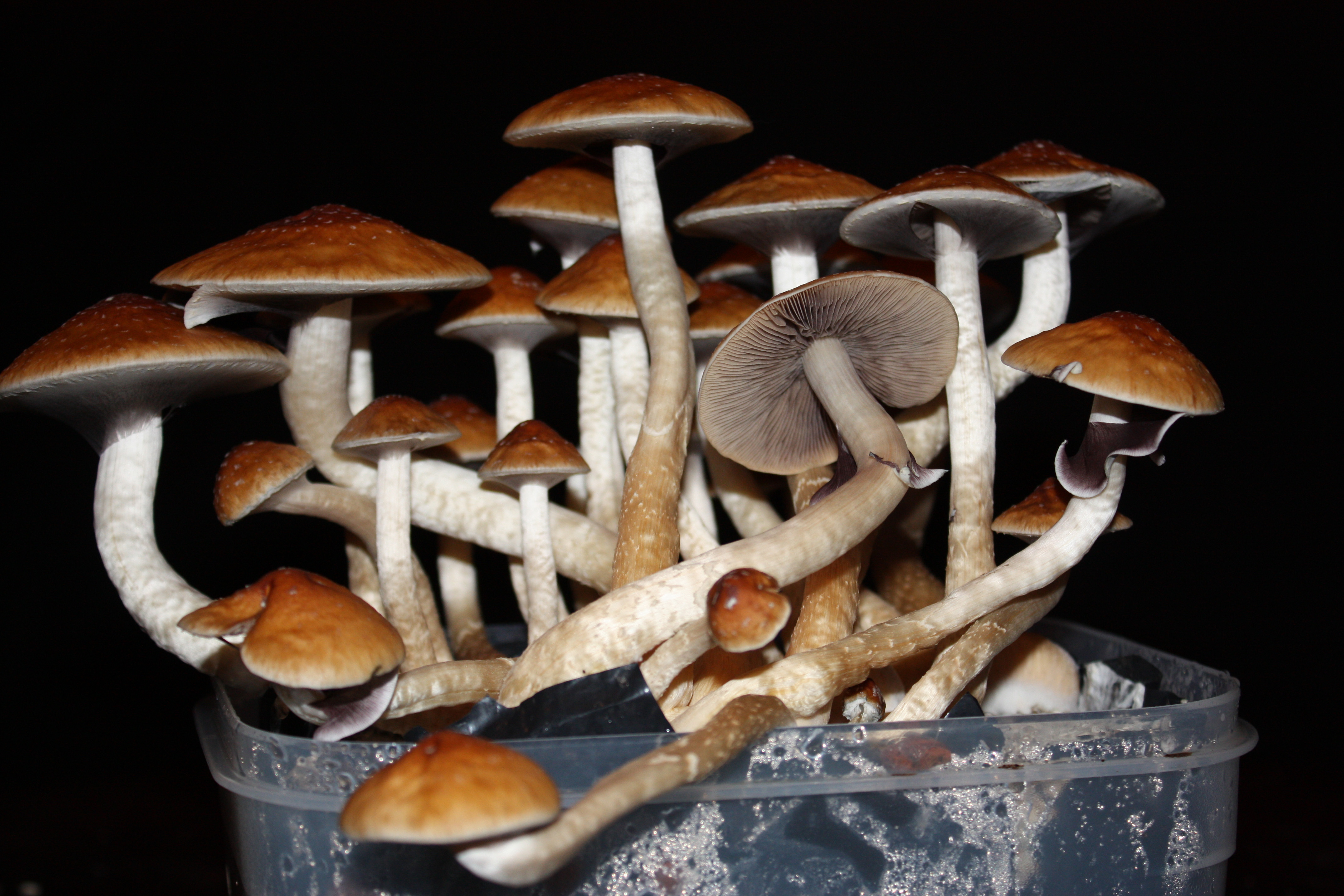
Растущая доступность информации о методах выращивания позволила любителям выращивать псилоцибиновые грибы (Psilocybe cubensis на фото) без доступа к лабораторному оборудованию.

Несмотря на правовые ограничения на использование псилоцибина, в 1970-х годах псилоцибин стал считаться «энтеогеном выбора». Это было в значительной степени обусловлено широким распространением информации по данной теме, в которую вошли такие произведения, как книги Карлоса Кастанеды, а также несколько книг, которые преподавали технику выращивания псилоцибиновых грибов. Одной из наиболее популярных книг по этой теме, являлась книга, опубликованная в 1976 году под псевдонимами О.T. Осс и О.Н. Эрик авторами Джереми Бигвудом, Деннисом Дж. Маккенна, К. Харрисоном Маккенна и Теренсом Маккенна под названием Псилоцибин: Руководство по выращиванию волшебных грибов. К 1981 году было продано более 100 000 экземпляров. Как объясняет этнобиолог Джонатан Отт:
Эти авторы адаптировали технику Сан-Антонио (техника производства съедобных грибов путём покрытия культуры мицелия подложкой из ржаного зерна) к производству Psilocybe Cubensis. Новая методика включала в себя использование обычных кухонных принадлежностей, и впервые неспециалисты были в состоянии выращивать мощные энтеогены в своих собственных домах, не имея доступа к сложной технологии, оборудованию или химическим материалам.
Из-за отсутствия ясности в отношении законов о псилоцибиновых грибах, розничные торговцы в конце 1990-х и начале 2000-х годов продавали псилоцибин в интернет-магазинах в Нидерландах и Великобритании, в частности, и в меньшей степени в других странах по интернету. Несколько сайтов внесли свой вклад в доступность информации об описании, использовании, эффектах и обмене опытом между пользователями. Начиная с 2001 года, в шести странах Европейского союза было ужесточено законодательство о псилоцибиновых грибах в ответ на озабоченность по поводу их распространённости и увеличения числа использования. В 1990-х годах галлюциногены и их влияние на человеческое сознание снова стали предметом научных исследований, особенно в Европе. Достижения в области нейрофармакологии и нейропсихологии, а также доступность методов визуализации головного мозга послужили стимулом для использования таких препаратов, как псилоцибин, для изучения «нейронных основ формирования психотических симптомов, включая расстройства эго и галлюцинации». Недавние исследования в Соединённых Штатах привлекли внимание популярной прессы и вернули псилоцибин в центр внимания.

## Химия и биосинтез

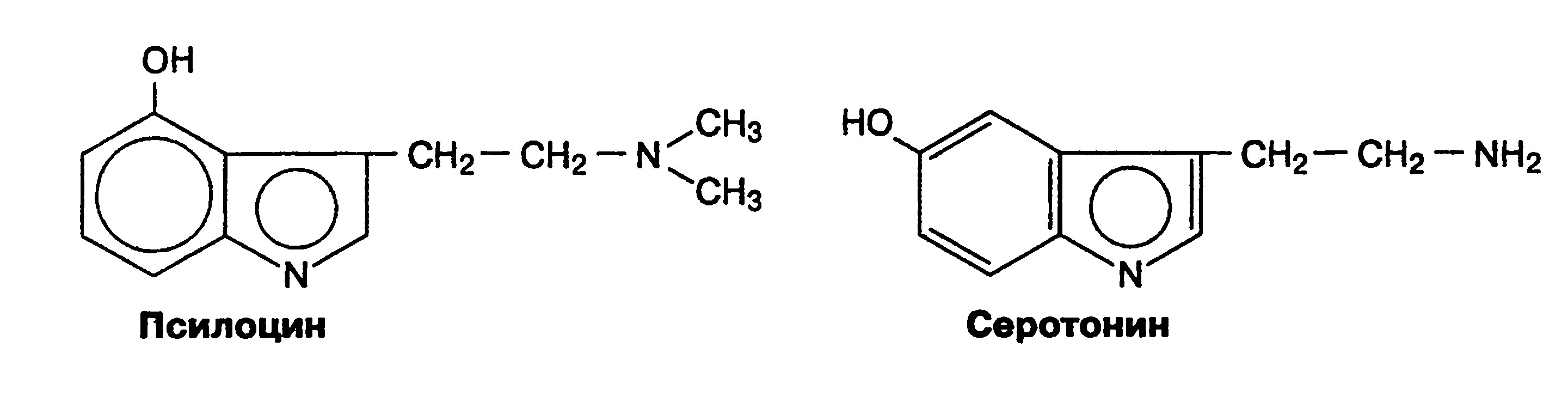
Псилоцибин сходен по химической формуле с серотонином

Псилоцибин (O-фосфорил-4-гидрокси-N, N-диметилтриптамин или 4-РО-DMT) является пролекарством, которое превращается в фармакологически активное соединение псилоцин в организме с помощью реакции дефосфорилирования. Имеют структуру, сходную с нейромедиатором серотонином (5-гидрокситриптамин). Химическая реакция дефосфорилирования протекает в сильно кислой среде, или в физиологических условиях в организме, благодаря действию ферментов, называемых щёлочными фосфатазами.
Псилоцибин представляет собой триптаминовое соединение с химической структурой, содержащей индольное кольцо, соединённое с этиламиновым заместителем. Он химически связан с аминокислотой триптофаном и структурно схож с нейротрансмиттером серотонином. Псилоцибин является членом общего класса соединений на основе триптофана, которые первоначально функционировали в качестве антиоксидантов у более ранних форм жизни, прежде чем они приняли более сложные функции у многоклеточных организмов, включая человека. Другие родственные индол-содержащие психоделические соединения включают диметилтриптамин, содержащийся во многих видах растений и в следовых количествах у некоторых млекопитающих, и буфотенин, содержащийся в коже психоактивных жаб.
Псилоцибин является алкалоидом, который растворим в воде, метаноле и этаноле, но нерастворим в органических растворителях, таких как хлороформ и петролейный эфир. Его константа диссоциации кислоты оценивается в 1,3 и 6,5 для двух последовательных фосфат OH групп и 10,4 для диметиламин азота, поэтому в общем оно существует в виде цвиттер-ионных структур. Воздействие света губительно для водного раствора, содержащего псилоцибин, т. к он быстро окисляется, что крайне важно при его использовании в качестве аналитического стандарта. Осам Широта и его коллеги сообщили о методе крупномасштабного синтеза псилоцибина без хроматографической очистки в 2003 году. Начиная с 4-гидроксииндола, они получили псилоцибин из псилоцина с выходом 85%, что значительно улучшило результаты предыдущих синтезов. Очищенный псилоцибин представляет собой белый иглообразный кристаллический порошок с температурой плавления в 220-228 °C (428-442 °F) и слегка аммиачным вкусом.
Биосинтетически, биохимическое превращение из триптофана в псилоцибин включает несколько ферментативных реакций: декарбоксилирование, метилирование на положении N9, 4-гидроксилирование и О-фосфорилирование. Эксперименты с изотопной маркировкой позволяют предположить, что декарбоксилирование триптофана является начальным биосинтетическим шагом, а O-фосфорилирование является заключительным этапом, но недавние анализы выделенных ферментов показывают, что О-фосфорилирование является третьим этапом у Psilocybe cubensis. Было показано, что последовательность промежуточных ферментативных стадий включает 4 различных фермента (PsiD, PsiH, PsiK и PsiM) у Psilocybe cubensis и Psilocybe cyanescens, хотя биосинтетический путь может отличаться у разных видов. Эти ферменты кодируются в кластерах генов в родах псилоцибе, Panaeolus и гимнопил.

Ранее считалось, что биосинтетический путь приводит к псилоцибину. Недавно было показано, что 4-гидроксилирование и О-фосфорилирование сразу же следуют за декарбоксилированием и ни DMT, ни псилоцин не являются промежуточными продуктами, хотя спонтанно генерируемый псилоцин может быть преобразован обратно в псилоцибин.

Исследователи создали генетически модифицированную кишечную палочку, которая может производить большое количество псилоцибина. Псилоцибин также могут производить пекарские дрожжи.

### Аналитические методы
Несколько относительно простых химических испытаний – коммерчески доступных в качестве испытательных комплектов реагентов – могут быть использованы для оценки присутствия псилоцибина в экстрактах, полученных из грибов. Препарат реагирует в реактиве Марки, производя жёлтый цвет, и зелёный цвет в реактиве Манделина. Ни один из этих тестов, однако, не является специфическим для псилоцибина; например, реактив Марки будет реагировать со многими классами контролируемых препаратов, таких, как препараты, которые содержат первичные аминогруппы и незамещённые бензольные кольца, в том числе амфетамин и метамфетамин. Реактив Эрлиха и реагент DMACA используются в качестве химических спреев для обнаружения препарата после тонкослойной хроматографии. В судебно-медицинской токсикологии наиболее широко используются методы, включающие газовую хроматографию в сочетании с масс-спектрометрией (ГХ-МС) из-за их высокой чувствительности и способности разделять соединения в сложных биологических смесях. Эти методы включают в себя спектрометрию ионной подвижности, капиллярный зонный электрофорез, ультрафиолетовую спектроскопию и инфракрасную спектроскопию. Высокоэффективная жидкостная хроматография (ВЭЖХ) используется совместно с ультрафиолетом, флуоресценцией, электрохимическим и электрораспылительным методами масс-спектрометрического обнаружения.
Были разработаны различные хроматографические методы для обнаружения псилоцина в жидкостях организма: быстрая система идентификации наркотиков (REMEDi HS), способ скрининга лекарственного средства на основе ВЭЖХ, ВЭЖХ с электрохимическим детектированием; ГХ-МС; и жидкостная хроматография в сочетании с масс-спектрометрией. Хотя определение уровней псилоцина в моче может быть выполнено без очистки образца (т.е. удаления потенциальных загрязнителей, которые затрудняют точную оценку концентрации), анализ в плазме или сыворотке крови требует предварительной экстракции, с последующей дериватизацией экстрактов в случае ГХ-МС. Специфический иммунологический анализ также был разработан для обнаружения псилоцина в образцах цельной крови. В публикации 2009 года сообщается об использовании высокоэффективной жидкостной хроматографии, чтобы быстро отделить криминалистически важные незаконные наркотики, включая псилоцибин и псилоцин, которые могут быть идентифицированы в течение полминуты. Эти аналитические методы для определения концентрации псилоцибина в жидкостях организма, однако, обычно не доступны, и как правило, не используются в клинических условиях.

## Фармакология

Нейромедиатор серотонин.

Псилоцибин быстро дефосфорилируется в организме в псилоцин, который является частичным агонистом нескольких серотонинергических рецепторов. Псилоцин обладает высоким сродством с 5-НТ2А серотониновым рецептором в мозгу, где он имитирует эффекты серотонина (5-гидрокситриптамина, или 5-НТ). Псилоцин связывается менее плотно с другими серотонинергическими рецепторами: 5-HT1A, 5-HT1D, и 5-НТ2С. Серотониновые рецепторы расположены во многих отделах головного мозга, в том числе в коре головного мозга, а также участвуют в широком диапазоне функций, в том числе в регуляции настроения и мотивации. Психотомиметические (имитирующие психоз) эффекты псилоцина могут блокироваться в зависимости от дозы с помощью антагонистов 5-НТ2А кетансерина и рисперидона. Несмотря на то, что рецептор 5-НТ2А отвечает за большинство эффектов псилоцина, данные показали, что взаимодействие с нон-5-НТ2А рецепторами также способствует субъективным и поведенческим эффектам препарата. Например, псилоцин косвенно повышает концентрацию нейромедиатора дофамина в базальных ганглиях, а некоторые психотомиметические симптомы псилоцина снижаются галоперидолом, неизбирательным антагонистом дофаминового рецептора. Взятые вместе, эти данные предполагают, что может иметь место косвенный дофаминергический вклад в психотомиметические эффекты псилоцибина. В отличие от ЛСД, который связывается с дофаминовым D2-рецептором, псилоцибин и псилоцин не имеют сродства к дофаминовым D2-рецепторам. Псилоцин антагонизирует рецепторы Н1 с умеренным сродством, по сравнению с ЛСД, который имеет более низкое сродство, чем псилоцин. Рецепторы серотонина расположены во многих частях головного мозга, включая кору головного мозга, и участвуют в широком спектре функций, включая регуляцию настроения, мотивации, температуры тела, аппетита и секса.
Псилоцибин вызывает регионарно-зависимые изменения в глутамате, которые могут вызвать субъективные переживания растворения эго.

### Фармакокинетика

Псилоцибин преобразуется в печени в фармакологически активный псилоцин, который затем либо преобразуется в глюкуронид для выведения с мочой, либо дополнительно преобразуется в различные метаболиты псилоцина.

Эффекты вещества начинаются через 10-40 минут после приёма, и длятся 2-6 часов, в зависимости от дозы, вида грибов и особенностей метаболизма человека. Период полувыведения псилоцибина составляет 163 ± 64 минуты при приёме внутрь, или 74,1 ± 19,6 минут при внутривенном введении.
Чтобы вызвать психоделический эффект, требуется дозировка 4-10 мг, соответствующая примерно 50-300 микрограммам на килограмм (мкг/кг) массы тела. Типичная рекреационная доза составляет 10-50 мг псилоцибина, что примерно эквивалентно 10-50 граммам свежих грибов, или 1-5 г сухих грибов. Небольшое количество людей необычайно чувствительны к псилоцибину, таким образом, обычно пороговое значение уровня дозы, составляющее приблизительно 2 мг, может привести к эффектам, обычно связанным со средними или высокими дозами. В противоположность этому, некоторым людям требуются относительно высокие дозы, чтобы испытать заметные эффекты. Индивидуальная химия мозга и обмен веществ играют большую роль в определении реакции человека на псилоцибин.
Псилоцибин метаболизируется в основном в печени. Превращаясь в псилоцин, он подвергается эффекту первого прохода, в результате чего его концентрация значительно снижается, прежде чем он попадает в системный кровоток. Псилоцин расщепляется ферментом моноаминоксидазы, в результате чего создаётся несколько метаболитов, которые могут циркулировать в плазме крови, в том числе 4-гидроксииндолуксусный-3-ацетальдегид, 4-гидрокситриптофол и 4-гидроксииндол-3-уксусная кислота. Некоторое количество псилоцина не расщепляется ферментами, а вместо этого образует глюкуронид; этот биохимический механизм животные используют для выведения токсичных веществ путём связывания с глюкуроновой кислотой, которая затем может выводиться с мочой. Псилоцин глюкуронируется ферментами глюкуронозилтрансферазы UGT1A9 в печени, и UGT1A10 в тонкой кишке. На основе исследований с использованием животных, около 50% от съеденного псилоцибина всасывается через желудок и кишечник. В течение 24 часов, около 65% поглощённого псилоцибина выводится с мочой, а ещё 15-20% выводится с желчью и калом. Хотя большая часть оставшегося препарата выводится таким образом в течение 8 часов, он по-прежнему обнаруживается в моче через 7 дней. Клинические исследования показывают, что концентрации псилоцина в плазме взрослых составляют в среднем около 8 мкг/л в течение 2-х часов после приёма одной дозы псилоцибина 15 мг; психологические эффекты возникают при концентрации 4-6 мкг/л вещества в плазме крови. Псилоцибин примерно в 100 раз менее эффективен, чем ЛСД, по весу, а также по продолжительности физиологических эффектов, которые длятся примерно в два раза короче.
Ингибиторы моноаминоксидазы (ИМАО), как известно, продлевают и усиливают эффект DMT. Авторы одного из исследований предположили, что влияние на псилоцибин будет аналогичной, поскольку он представляет собой структурный аналог DMT. Потребление алкоголя может усилить действие псилоцибина, поскольку ацетальдегид, один из основных метаболитов распада алкоголя, реагирует с биогенными аминами , присутствующими в организме и вырабатывающие ингибиторы МАО, связанные с тетрагидроизохинолином и β-карболинами. Курильщики табака также могут испытывать более мощные эффекты от псилоцибина, потому что воздействие табачного дыма снижает активность МАО в головном мозге и периферических органах.

## Распространение в природе
| Вид                | Содержание псилоцибина (%) |
| ------------------ | -------------------------- |
| P. azurescens      | 1.78                       |
| P. serbica         | 1.34                       |
| P. semilanceata    | 0.98                       |
| P. baeocystis      | 0.85                       |
| P. cyanescens      | 0.85                       |
| P. tampanensis     | 0.68                       |
| P. cubensis        | 0.63                       |
| P. weilii          | 0.61                       |
| P. hoogshagenii    | 0.60                       |
| P. stuntzii        | 0.36                       |
| P. cyanofibrillosa | 0.21                       |
| P. liniformans     | 0.16                       |

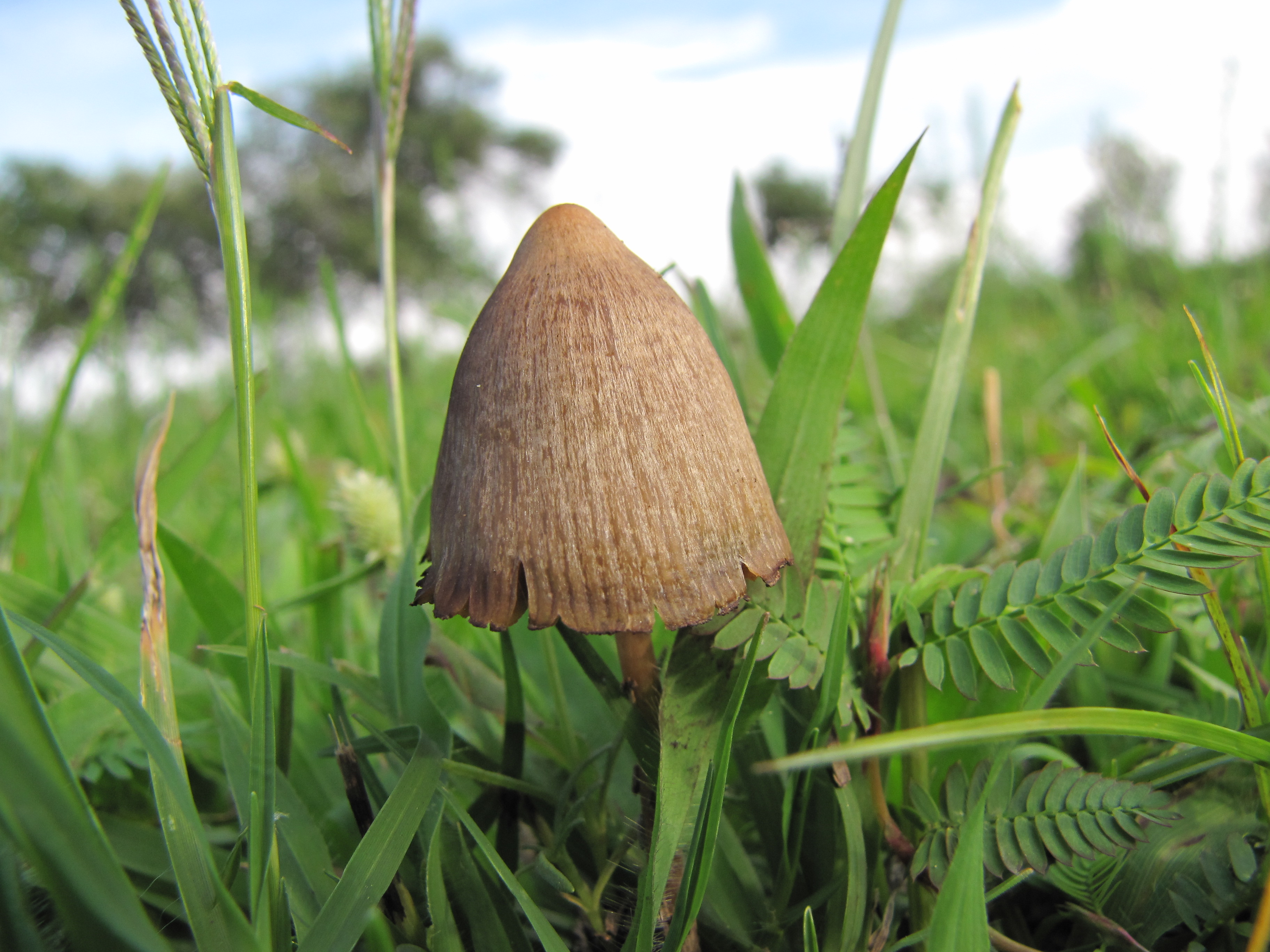
Псилоцибин был впервые выделен из псилоцибе мексиканской

Псилоцибин присутствует в различных концентрациях в более чем 200 видов грибов базидиомицетов. В 2000 году, в обзоре о распространении галлюциногенных грибов во всём мире, Гастон Гусман и его коллеги посчитали, что эти грибы распределены среди следующих родов: псилоцибе (116 видов), гимнопил (14), Panaeolus (13), Copelandia (12), гифолома (6), плютей (6), волоконница (6), коноцибе (4), Panaeolina (4), риккинелла оранжевая (2) и агроцибе, галерина и мицена (1 вид каждый). Гусман увеличил свою оценку числа псилоцибин-содержащих псилоцибе до 144 видов в обзоре 2005 года. Большинство из них растут в Мексике (53 видов), а остальная часть распределяется в США и Канаде (22), Европе (16), Азии (15), Африке (4), а также Австралии и связанных с ней островах (19). Сообщается, что разнообразие псилоцибиновых грибов увеличилось за счёт горизонтального переноса кластера генов псилоцибина между неродственными видами грибов. Псилоцибин-содержащие виды имеют тёмные споры, ребристую структуру, растут на лугах и лесах субтропиков и тропиков, как правило, в почвах, богатых гумусом и растительными остатками. Псилоцибиновые грибы встречаются на всех континентах, но большинство видов встречаются в субтропических влажных лесах. Виды псилоцибе, обычно встречающиеся в тропиках, включают Psilocybe cubensis и Psilocybe subcubensis. Psilocybe Semilanceata, по мнению Гусмана, являются наиболее широко распространёнными галлюциногенными грибами в мире. Они встречаются в Европе, Северной Америке, Азии, Южной Америке, Австралии и Новой Зеландии, но полностью отсутствуют в Мексике. Хотя наличие или отсутствие псилоцибина не имеет большого значения в качестве хемотаксического маркера на семейном уровень или выше, он используется для классификации таксонов низших таксономических групп.

Глобальное распространение более 100 психоактивных видов грибов рода псилоцибе.

Психоактивные соединения содержатся как в шляпках, так и в ножках грибов, хотя в шляпках обычно содержится больше психоактивных соединений. Споры этих грибов не содержат псилоцибина или псилоцина. Общая эффективность сильно варьирует у разных видов и даже между образцами видов, собранных или выращенных из того же штамма. Поскольку большая часть биосинтеза псилоцибина происходит в начале формирования плодовых тел или склероции, более молодые и более мелкие грибы, как правило, имеют более высокую концентрацию псилоцибина, чем более крупные, зрелые грибы. В целом, содержание псилоцибина в грибах сильно варьирует (от почти нулевого до 1,5% от сухого веса) и зависит от вида, деформации, роста и условий сушки и размера грибов. Культивируемые грибы имеют меньшую вариабельность содержания псилоцибина, чем дикорастущие грибы. Псилоцибин является более стабильным в сушёных грибах, чем в свежих; сушеные грибы сохраняют свою активность в течение нескольких месяцев или даже лет, в то время как грибы, которые хранятся свежими в течение четырёх недель, содержат только следовые количества исходного псилоцибина.
Содержание псилоцибина в сухих гербарных образцах псилоцибе полуланцетовидная, как было показано в одном исследовании, снижается с увеличением возраста образца: образцы возрастом 11, 33 или 118 лет содержали 0,84%, 0,67% и 0,014% (вес сухой смеси) псилоцибина, соответственно. Зрелые мицелии содержат некоторое количество псилоцибина, в то время как молодые мицелии (недавно проросшие из спор) не содержат заметных количеств этого вещества. Многие виды грибов, содержащих псилоцибин, также содержат меньшее количество аналоговых соединений беоцистин и норбаоцистина, химических веществ, считающихся биогенными предшественниками псилоцибина.

## Последствия употребления
Большинство из сравнительно немногих случаев со смертельным исходом, о которых сообщается в литературе и которые связаны с употреблением психоделических грибов, связаны с одновременным употреблением других наркотиков, особенно алкоголя. Вероятно, наиболее распространённой причиной госпитализации в результате употребления психоделических грибов являются «бэд-трипы» (от англ. «плохие путешествия») или панические реакции, при которых пострадавшие люди становятся чрезвычайно встревоженными, сбитыми с толку, взволнованными или дезориентированными. Несчастные случаи, самоповреждения или попытки самоубийства могут быть результатом серьёзных случаев острых психотических эпизодов. Хотя ни одно исследование не связывало псилоцибин с пороками развития, беременным женщинам рекомендуется избегать употребления психоактивных веществ.

### Токсичность

Шкала вредности 2015 года по данным международной экспертной группы из стран Европейского союза

Шкала привыкания и токсичности распространённых рекреационных наркотиков 2006 года

Шкала вредности психоактивных веществ 2010 по английским данным

Шкала вредности 2010 года по нидерландским данным: галлюциногенные грибы заняли последнее место по индивидуальному вреду и по социальному

Псилоцибин, в целом, не токсичен или имеет очень низкую токсичность, ниже чем у большинства известных психоактивных веществ. Например, псилоцибин менее опасен, чем кофеин, но более токсичен, чем ЛСД. У крыс средняя летальная доза (LD50) при пероральном введении составляет 280 миллиграммов на килограмм (мг/кг), что примерно в полтора раза больше, чем у кофеина. При введении внутривенно кроликам, LD50 составляет около 12,5 мг/кг. Псилоцибин составляет приблизительно 1% от веса грибов Psilocybe Cubensis. Для того, чтобы достичь 280 мг/кг LD50 у крыс, 60-килограммовому человеку нужно съесть почти 1,7 кг сушёных грибов или 17 кг свежих грибов, что в реальности достичь невозможно. Основываясь на результатах исследований на животных, летальная экстраполированная доза псилоцибина составляет 6 граммов, что в 1000 раз больше, чем эффективная доза в 6 миллиграмм. Реестр токсических эффектов химических веществ присваивает псилоцибину высокий терапевтический индекс 641 (более высокие значения соответствуют лучшему профилю безопасности); для сравнения, терапевтические индексы аспирина и никотина составляют 199 и 21 соответственно, что во много раз меньше, чем у псилоцибина. Смертельная доза только от токсичности псилоцибина неизвестна на рекреационном или лекарственном уровнях и редко документировалась. По состоянию на 2011 год, в научной литературе сообщалось только о двух случаях, связанных с передозировкой галлюциногенными грибами (без одновременного применения других лекарств) и они могут быть связаны с другими факторами, помимо псилоцибина.
По состоянию на 2019 год, в науке не существует доказательств, что употребление псилоцибина может оказывать какое-либо долгосрочное отрицательное воздействие на физическое здоровье относительно здорового человека, даже при употреблении в количествах, в десятки раз превышающих стандартную дозу в 6 миллиграммов..

### Психиатрические эффекты
Панические реакции могут произойти после употребления псилоцибин-содержащих грибов, особенно если их приём является случайным или неожиданным. Реакции характеризуются агрессивным поведением, суицидальными мыслями, шизофреноподобным психозом и конвульсиями. Опрос 2005 года, проведённый в Соединённом Королевстве показал, что почти четверть лиц, использовавших псилоцибиновые грибы в прошлом году, испытали приступ паники. Другие, менее часто сообщаемые побочные эффекты включают паранойю, спутанность сознания, длительную делокализацию (т.е отключение от реальности) и маниакальный синдром. Использование псилоцибина может временно вызвать состояние деперсонализации. У лиц с диагностированной шизофренией псилоцибин может вызвать острые психотические состояния, требующие госпитализации.
В 2016 году в университете Джонса Хопкинса, университете Роланда Гриффитса и другими было проведено исследование, в ходе которого 1993 человека провели онлайн-опрос о своём единственном наиболее психологически сложном опыте (худшем «бэд-трипе») после употребления псилоцибиновых грибов. 11% людей подвергли себя или других риску физического вреда; 2,6% вели себя физически агрессивно или жестоко; 2,7% получили медицинскую помощь. Из тех, чей опыт произошёл больше 1 года назад, только 7,6% обратились за лечением по поводу стойких психологических симптомов. Три случая, по-видимому, были связаны с появлением стойких психотических симптомов и три случая с попыткой самоубийства. Сложность опыта была положительно связана с дозой. Несмотря на трудности, 84% одобрили использование этого опыта. Был сделан вывод, что частота рискованного поведения или стойкого психологического стресса чрезвычайно низка, когда псилоцибин вводится в лабораторных исследованиях проверенным, подготовленным и поддержанным участникам. Гарантии против этих рисков в клинических испытаниях в университете Джонса Хопкинса включают исключение добровольцев с личным или семейным анамнезом психотических расстройств или других тяжёлых психических расстройств.
Сходство симптомов, индуцированных псилоцибином и симптомов шизофрении, сделало препарат полезным инструментом для проведения поведенческих и нейровизуализационных исследований этого психотического расстройства. В обоих случаях, психотические симптомы, как полагают, возникают из-за «недостаточной синхронизации сенсорной и познавательной информации» в головном мозге, что в конечном итоге приводит к «когнитивной фрагментации и психозу».
Последние данные, однако, говорят против утверждения, что использование псилоцибина связано с риском развития долговременных психических расстройств. Анализ информации, полученной от Национального обследования в области здравоохранения и питания по вопросам употребления лекарственных средств и здравоохранения, показал, что использование психоделических препаратов, таких как псилоцибин, связано со значительно сниженным коэффициентом психологического дистресса в прошлом месяце, суицидальными мыслями в прошлом году, планированием суицида в прошлом году и попытками самоубийства в прошлом году.
Флэшбэки (спонтанные рецидивы предыдущего опыта использования псилоцибина) могут происходить спустя долгое время после использования псилоцибиновых грибов, например, спустя пару дней, недель или даже нескольких лет. Длительное психическое расстройство, вызванное галлюциногенами, характеризуется наличием постоянного нарушения зрения, аналогичного нарушению, вызываемому психоделическими веществами. Ни ретроспекция, ни длительное психическое расстройство, вызванное галлюциногенами, обычно не связаны с использованием псилоцибина, и корреляция между длительным психическим расстройством, вызванным галлюциногенами и психоделиками, далее заглушается полинаркоманией и другими переменными.

### Толерантность и зависимость
Псилоцибин вызывает нестойкую психическую зависимость, что обуславливается толерантностью, которая развивается быстро и так же быстро исчезает; приём псилоцибина более одного раза в неделю может привести к уменьшению эффектов. Между псилоцибином и фармакологически подобным ему ЛСД, и между псилоцибином и фенэтиламинами, такими как мескалин и ДОБ, может развиваться перекрёстная толерантность. Повторное использование псилоцибина не приводит к возникновению физической зависимости.
Исследование 2008 года пришло к выводу, что, основываясь на данных в США периода 2000-2002 годов, использование галлюциногенов (включая псилоцибин) в начале подросткового возраста (определяется как возраст 11-17 лет) не увеличивает риск развития лекарственной зависимости во взрослом возрасте, в отличие от использования подростками конопли, кокаина, ингалянтов, успокаивающих лекарств и стимуляторов, связанных с «избыточным риском развития клинических признаков, связанных с наркотической зависимостью».
Точно так же, голландское исследование 2010 года оценило минимальный вред псилоцибиновых грибов по сравнению с 19 рекреационными наркотиками, включая алкоголь, каннабис, кокаин, экстази, героин и никотин. Псилоцибиновые грибы показали наилучший профиль безопасности по физическому и психическому влиянию на здоровье человека. Таким образом, псилоцибиновые грибы считаются незаконными наркотиками с наименьшим потенциалом физического и психического вреда, подтверждая выводы, сделанные ранее группами экспертов в Соединённом Королевстве.

## Клинические эффекты

### Психические

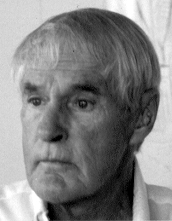
Американский психолог и деятель контркультуры Тимоти Лири провёл ранние эксперименты по изучению воздействия психоделических препаратов, включая псилоцибин (фото 1989 года).

Эффекты псилоцибина весьма разнообразны и зависят от ментальной установки и среды, в которой участник имеет опыт. Эти факторы обычно называют сет и сеттинг (от англ. «установка и обстановка»). В начале 1960-х годов, Тимоти Лири и его коллеги из Гарвардского университета исследовали воздействие обстановки на эффекты псилоцибина. Они вводили препарат 175 добровольцам из различных слоёв, в комнатах, которые можно условно назвать уютными гостиными. 98% испытуемым были розданы анкеты, чтобы оценить их опыт и влияние на их опыт фоновых и ситуативных факторов. Лица, которые имели опыт с псилоцибином до исследования, сообщили о более приятных впечатлениях, чем новички. Лица в группах по более чем восемь человек, ощущали, что группы были менее комфортны и их опыт был менее приятным. С другой стороны, более мелкие группы (менее шести человек) описывались как более комфортные. Лири и коллеги предложили, что псилоцибин усиливает внушаемость, то есть, делает человека более восприимчивым к межличностным взаимодействиям и стимулам окружающей среды. Эти результаты были подтверждены в более позднем обзоре Джоса тен Берджа (1999 г.), который пришёл к выводу, что дозировка, установка и настройка были фундаментальными факторами при определении результатов экспериментов, в которых испытывалось воздействие психоделиков на творчество художников.
После приёма псилоцибина, может возникнуть широкий спектр субъективных эффектов: чувство дезориентации, вялость, головокружение, эйфория, радость и депрессия. В одном исследовании, 31% добровольцев, учитывая высокую дозу препарата, сообщали о чувстве значительного страха и 17% опытных добровольцев, о чувстве неописуемой паранойи. В исследованиях, проведённых в Университете Джонса Хопкинса среди тех, кому давали умеренную дозу (но всё же достаточную, чтобы «дать высокую вероятность глубокого и полезного опыта»), негативные переживания были редкостью, а 1/3 из тех, кому давали высокую дозу, испытывали тревогу или паранойю. Низкие дозы препарата могут вызывать галлюцинаторные эффекты. Могут возникать галлюцинации с закрытыми глазами, при которых испытуемый видит разноцветные геометрические фигуры и яркие воображаемые последовательности.
Психоделические наркотики могут вызывать изменённое состояние сознания с длительным личностным смыслом и большим духовным переживанием у верующих людей или духовно склонённых к мистике; эти состояния называются мистическими переживаниями. Некоторые учёные предположили, что многие качества мистического опыта, вызванного псилоцибином, практически неотличимы от мистических переживаний, достигаемых с помощью немедикаментозных техник, таких как медитация или холотропное дыхание.
Некоторые люди сообщают о перенесённой синестезии, такой как тактильные ощущения при восприятии цветов. При более высоких дозах, псилоцибин может привести к «интенсификации аффективных реакций, повышенной способности к самоанализу, регрессу к примитивному и детскому мышлению, и активации ярких следов памяти с выраженными эмоциональными оттенками». Визуальные галлюцинации с открытыми глазами являются распространённым явлением, и могут быть очень подробными, хотя их редко путают с реальностью.
Известно, что псилоцибин сильно влияет на субъективное восприятие течения времени. Пользователи часто чувствуют, что время замедляется, в результате чего создаётся впечатление, что «минуты кажутся часами» или «время стоит на месте». Если попытаться разобраться в этом эффекте "замедления", то окажется что пользователи испытывают ровно противоположный эффект, то есть ускорение субъективного времени внутри своего переживания. Если для пользователя по ощущениям проходит час, в то время как реально (для стороннего наблюдателя) прошла минута, то очевидно что пользователь "прожил" час вместо минуты, то есть в 60 раз больше и следовательно в его переживаниях время было ускорено в 60 раз. Исследования показали, что псилоцибин значительно ухудшает способность испытуемых измерять временные интервалы более 2,5 секунд, ухудшает их способность синхронизироваться с интервалами между ударами более 2 секунд и снижает их предпочтительную скорость реакции.
Пользователи, имеющие приятный опыт, могут испытывать чувство связи с другими людьми, природой и со Вселенной; другие ощущения и эмоции также часто усиливаются. Пользователи, имеющие неприятный опыт («бэд-трип»), описывают свои реакции, сопровождаемые страхом, другими неприятными ощущениями, а иногда и опасным поведением. В целом, фраза «бэд-трип» используется для описания реакции, которая характеризуется, прежде всего, страхом или другими неприятными эмоциями, а не просто описывает преходящий опыт таких чувств. Бэд-трипу могут способствовать различные факторы, в том числе, если опыт осуществляется при плохом эмоциональном или физическом состоянии или во враждебной среде. Приём псилоцибина в сочетании с другими препаратами, в том числе алкоголем, также может повысить вероятность бэд-трипа. Кроме продолжительности опыта, эффекты псилоцибина сходны с эффектами аналогичных доз ЛСД или мескалина.
В зависимости от употребляемой дозы псилоцибина достигаются разные уровни (плато) воздействия  :
Уровень 1. На этом уровне отмечается умеренное повышение остроты восприятия цветов, музыкальных композиций, незначительные нарушения памяти, преимущественно краткосрочной.
Уровень 2. Появляется ощущение перемещения, колебания («дыхания») окружающих предметов, цвета становятся чрезвычайно яркими, насыщенными, «оживают». При закрытых глазах появляются двухмерные образы по типу парейдолических. Возникает ощущение некоторого нарушения тока времени, что связано, по-видимому, с нарушениями краткосрочной памяти — время как бы замедляется, растягивается, отмечаются реминисценции, выраженное усиление творческих способностей.
Уровень 3. Изменения зрительного восприятия нарастают — окружающие предметы выглядят деформированными, частично сливаются с возникающими галлюцинаторными образами. Возникают изолированные галлюцинации. Галлюцинации при закрытых глазах становятся трёхмерными, появляются феномены синестезии. Нарастают искажения восприятия тока времени вплоть до появления эпизодов застывания времени, «моментов вечности». Могут возникать трудности в перемещении (из-за того, что они субъективно требуют слишком много усилий).
Уровень 4. Интенсивные галлюцинации превращения, «перетекания» объектов друг в друга. Ощущение уничтожения или раздробления личности, причём части её могут проецироваться на предметы, «оживляя их». Теряется представление о существовании времени, само это понятие становится бессмысленным. Отмечается появление феноменов по типу выхода за пределы тела, «расширение сознания», описанных С. Грофом при приёме ЛСД. Синестезии могут распространяться на несколько органов чувств.
Уровень 5. Полное отсутствие визуального контакта с окружающей действительностью. Тотальная синестезия. Полная потеря изолированного «Я» — возникает ощущение слияния с другими объектами, окружающим пространством, вселенной. Потеря ориентировки настолько полная, что, по словам принимавших псилоцибин в подобных дозах, фактически мир, состоящий из привычно воспринимающихся объектов и событий, перестает существовать. Экстатические переживания типа сатори, слияния с Универсумом.

### Физические
Общие эффекты включают: расширение зрачков (93%); изменение частоты сердечных сокращений (100%), в том числе увеличение (56%), уменьшение (13%), и различные реакции (31%); изменение кровяного давления (84%), в том числе артериальная гипотензия (34%), артериальная гипертензия (28%), и общая нестабильность (22%); изменения рефлекса растяжения (86%), в том числе увеличение (80%) и уменьшение этого рефлекса (6%); тошнота (44%); тремор (25%); и дисметрия (16%) (неспособность правильно направлять или ограничивать движения). Временное повышение артериального давления, вызванное препаратом, может являться фактором риска для участников с уже существующей гипертонией. Эти качественные соматические эффекты, вызванные псилоцибином, были подтверждены несколькими более ранними клиническими исследованиями.
Проведённый в 2005 году журнальный обзор клубных посетителей в Великобритании показал, что тошноту или рвоту испытывали более четверти пользователей галлюциногенных грибов в прошлом году, хотя этот эффект был вызван грибами, а не самим псилоцибином. В одном исследовании, приём постепенно увеличенных доз псилоцибина ежедневно в течение 21 дня не оказал никакого заметного влияния на уровень электролитов, уровень сахара в крови, или на тесты на токсичность печени. Не существует данных, подтверждающих долгосрочное отрицательное влияние псилоцибина на физическое здоровье относительно здорового человека.

## Применение
В последние годы в некоторых странах был частично снят запрет на исследования, связанные с псилоцибином. Учёные все больше говорят о высоком потенциале этого вещества в терапии психических расстройств и необходимости дальнейших исследований. В частности, исследования американских учёных подтвердили ценность псилоцибина для лечения тяжёлых депрессий, боязни смерти или, наоборот, предсуицидального состояния, для повышения общего качества жизни среди онкологических больных на последних стадиях заболевания. Имеются также данные о лечении (предотвращении приступов) мигрени и кластерных головных болей, а также о лечении алкоголизма. Характерная особенность псилоцибина — нормализующее действие на психику при расстройствах противоположного характера.

В 2011 году (в плацебо-контролируемом исследовании двойным слепым методом) было показано, что псилоцибиновый опыт оказывает долговременное влияние на структуру личности, что выражается в изменениях поведения, склонностей и шкалы ценностей. До этого считалось, что у взрослых (после 30 лет) ядро личности практически неизменно, и долговременные изменения в результате единичного эксперимента невозможны. В исследовании оценивались изменения невротизма, экстраверсии, открытости, адекватности и добросовестности после однократного приёма высокой дозы псилоцибина. В соответствии с отдельными утверждениями участников опыта об увеличении эстетического восприятия, воображения и творческих способностей было установлено значительное увеличение такой черты личности, как открытость, то есть способность адекватно принимать идеи, ситуации и образы жизни, даже если они принципиально новые и необычные. Особенно устойчивые изменения наблюдались у людей, испытавших во время опыта мистические переживания — ощущения «сакральной связи себя со всеми людьми и предметами». Характерно изменение поведения человека, зависящее от внутреннего желания и готовности к такому изменению — так, стеснительные люди после однократного употребления могут стать более уверенными, изменяется их стиль поведения и общения.
Американские учёные обнаружили, что псилоцибин уменьшил проявление симптомов депрессии у 80 % пациентов с неизлечимой формой рака, а в ходе другого исследования выяснилось, что этот алкалоид помогал пациентам бросить курить, особенно в сочетании с когнитивно-поведенческой терапией.
При этом у больных депрессией наблюдается снижение количества межнейронных контактов (синапсов) в областях мозга, связанных с эмоциями: гиппокампе и префронтальной коре. Это происходит в результате подавления активности синаптических белков и генов в этих областях, поэтому для долгосрочного терапевтического эффекта необходимо не только заменять серотонин, но и восстанавливать их работу и увеличивать число синапсов.
Исследователи из университета Копенгагена под руководством Накула Раваля (Nakul Ravi Raval) показали, что однократная инъекция псилоцибина увеличила в мозге свиней количество синапсов и уменьшила количество серотониновых рецепторов 5-HT2A — говорится в исследовании, опубликованном в журнале International Journal of Molecular Sciences. Авторадиографическое исследование мозга показало такие результаты для гиппокампа и префронтальной коры животных, которые связаны с генерацией эмоций. Этот результат может быть связан с антидепрессивным эффектом псилоцибина.
В 2018—2019 годах Управление по санитарному надзору за качеством пищевых продуктов и медикаментов (FDA) министерства здравоохранения США присвоило псилоцибину статус «прорывной терапии» для лечения депрессии у людей и сняло запрет на проведение исследований применения псилоцибина в терапии психических расстройств. Присвоение статуса «прорывной терапии» псилоцибину может означать одобрение FDA в 2022, либо в 2023 году легального использования вещества для лечения психических расстройств. Обзор 2021 года показал, что применение псилоцибина было связано со снижением интенсивности симптомов депрессии.
Исследование Центрального института психического здоровья продемонстрировало высокий потенциал применения псилоцибина в восстановлении молекулярных цепей в головном мозге и, таким образом, в уменьшении числа рецидивов алкогольной зависимости. Исследование было сосредоточено на роли метаботропного рецептора глутамата 2 (mGluR2). Результаты исследования показывают причинно-следственную связь между снижением функции mGluR2 в области мозга префронтальной коры у алкоголезависимых грызунов и нарушением исполнительного контроля, а также тягой к алкоголю. Таким образом, активация mGluR2 была идентифицирована как потенциальный терапевтический механизм при алкогольной зависимости.
С 2021 года были открыты новые центры психоделических исследований, изучающие использование псилоцибина, в том числе Центр психоделических исследований и исследований сознания в Университете Джонса Хопкинса и Институт психологии в Мельбурне.
В Азии исследованием потенциальных терапевтических свойств грибов занимаются как частные, так и государственные учреждения. Свои последние наработки они представляют на регулярном микологическом симпозиуме Asian Mycological Congress (AMC). Предшественником AMC был комитет IMA (International Mycological Association — Международной микологической ассоциации) по Азии, основанный 2 сентября 1977 г. на втором Международном микологическом конгрессе (IMC2), проходившем в г. Тампа, штат Флорида, США. На нём было установлено, что его целью является: "содействие развитию микологии путем проведения различных мероприятий, связанных с образованием, обучением, исследованиями и медициной на основе микологии в странах и регионах Азии.". Позднее, на одном из симпозиумов было представлено исследование, в ходе которого было подтверждено, что в некоторых грибах содержатся полисахариды, обладающие противораковыми и противоопухолевыми свойствами.

## Правовой статус
Статус псилоцибиновых грибов в разных странах мира различен. В России псилоцибин внесён в Список I наркотических средств, оборот которых в Российской Федерации запрещён в соответствии с законодательством Российской Федерации и международными договорами Российской Федерации.
Псилоцибин и псилоцин относятся к веществам класса A (Великобритания) и Списка I (США), в соответствии с Конвенцией Организации Объединённых Наций о психотропных веществах 1971 года, т. е. хранение, распространение и применение псилоцибина запрещено. Запрет на использование псилоцибиновых грибов подвергается критике со стороны широкой общественности и исследователей, которые видят терапевтический потенциал в отношении наркозависимости и других психических расстройств, таких как посттравматическое стрессовое расстройство, тревожность и депрессия, а также кластерные головные боли.
Во многих национальных, государственных и провинциальных законах о наркотиках существует большая двусмысленность в отношении правового статуса псилоцибиновых грибов, а также сильный элемент выборочного исполнения в некоторых местах, поскольку считается, что псилоцибин и псилоцин незаконно хранить без лицензии в качестве веществ, но сами грибы в этих законах не упоминаются. Правовой статус Psilocybe cubensis ещё более неоднозначен, поскольку споры не содержат ни псилоцибина, ни псилоцина, и, следовательно, не являются незаконными для продажи или владения во многих юрисдикциях, хотя многие юрисдикции будут преследовать в судебном порядке в соответствии с более широкими законами, запрещающими предметы, которые используются в производстве наркотиков. В некоторых юрисдикциях (например, в штатах США Калифорния, Джорджия и Айдахо) конкретно запрещена продажа и хранение спор псилоцибиновых грибов. Выращивание псилоцибиновых грибов считается производством наркотиков в большинстве юрисдикций и часто строго карается, хотя некоторые страны и один штат США (Нью-Мексико) постановили, что выращивание псилоцибиновых грибов не квалифицируется как «производство» контролируемого вещества. Единственным штатом США, в котором псилоцибин легализован, является Орегон, где в результате референдума, проведенного в 2020 году, было легализованно применение псилоцибина в медицинских целях, а также декриминализовано хранение до 12 граммов псилоцибина.